# 市长-议会制政府
市长-议会制政府是在美国最常见的地方政府组织形式之一，常見於大城市；而另一种组织形式，議會-經理制政府，作为一种典型制度更多由自治市采用。
以民选市长为特征，市长-议会制政府有两种主要类型，取决于立法和行政分支的关系，依市长权力分为弱市长和强市长。二者主要用于现代美国代议制市政府，同时在其他一些国家也被采用。

## 弱市长体制
在弱市长体制中，市长在议会外没有正式权力；市长不能任免官员，没有否决议会决案的权利。因此，市长的影响力完全基于其人格（如果想要达到预期目的的话）。
弱市长体制政府常被美国的小镇采用，它们不采用在并不算大的自治市中更常见的议会-经理制，同时也经常被几乎没有全职市政雇员的自治市采用。

## 强市长体制
强市长体制经常包括一个行政分支，一个民选市长和一个一院制立法分支。
在强市长体制中，选举产生的市长被给予近乎全部的行政权力和明确广泛的政治独立性，他拥有权力无须议会通过或听从公共意见任免各部部长。在这种体制下，强市长编制管理城市预算，尽管通常来说预算必须被议会通过。对强市长体制的滥用导致了议会-经理制地方政府在美国的发展及广泛采用。
一些强市长体制政府中，市长须任命一个行政总监来监管部门负责人，编制预算，并协调各部门工作。行政总监有时被称作城市经理；尽管在議會-經理制政府中也有这样的职位，城市经理在强市长体制中只对市长负责。
在美国，大多数大城市使用强市长体制政府，而美国中小型城市傾向使用议会-经理制政府